# Michelle Paver
Michelle Paver (7 de septiembre de 1960) es una escritora británica de literatura infantil y juvenil. Principalmente conocida por ser la creadora de la serie de libros Crónicas de la prehistoria.

## Biografía
Michelle Paver nació en Malaui (África central); su madre era belga y su padre que nació en Sudáfrica llevaba un pequeño periódico, el Nyasaland Times. Se trasladaron a Reino Unido cuando tenía tres años. Se crio en Wimbledon y fue escolarizada en Lady Margaret Hall. Después de graduarse en bioquímica en la Universidad de Oxford, donde alcanzó un grado de primera clase, se hizo socio de un bufete de abogados de la ciudad. La muerte de su padre en 1996 la impulsó a darse un año sabático, durante el cual viajó por Francia y América, y escribió su primer libro, 'Sin Caridad'. Renunció a la práctica jurídica poco después de su regreso, para concentrarse en la escritura.

## Obras

### Crónicas de la Prehistoria
Es una hexalogía de narrativa prehistórica en la que Torak, un adolescente de 12 años, conoce a Renn de su misma edad y juntos vivirán emocionantes y peligrosas aventuras que pondrán a prueba su valor, su habilidad como cazadores, su inteligencia y su naciente amistad.
Consta de seis libros, publicados entre los años 2005 y 2010 

#### Libros que forman la saga
- Hermano lobo (Wolf Brother, 2004)
- El clan de la foca (Spirit Walker, 2005)
- El devorador de almas (Soul Eater, 2006)
- La hechicera (Outcast, 2007)
- El juramento de Torak (Oath Breaker, 2008)
- El cazador de fantasmas (Ghost Hunter, 2009)

La hija de la víbora (Viper's daughter, 2022)
La estrella del trueno (Skin taker, 2023)

### Otras novelas
- 1997 - Without Charity
- 1999 - The Shadow Catcher
- 2001 - A Place in the Hills
- 2003 - Daughters of Eden (trilogía)
- 2003 - : The Shadow Catcher
- 2004 - : Fever Hill
- 2005 - : The Serpent's Tooth
- 2011 - : Dark Matter